# Ауянтепуй
5°54′01″ пн. ш. 62°32′29″ зх. д. / 5.9002777777778° пн. ш. 62.541388888889° зх. д.
Ауянтепу́й (ісп. Auyantepui, Auyantepuy, Auyan-Tepui або Aiyan-Tepui, що на мові місцевих індіанців Пемон означає «гора диявола») — відома гора-тепуй (столова гора) в Венесуелі. Це дуже високий, але не найвищий, тепуй в Гвіанському нагір'ї, розташований в департамені Гран-Сабана штату Болівар. З гори спадає водоспад Ангель, найвищий водоспад у світі, висотою 979 м із безперервним падінням 807 м. Ауянтепуй — гігантське плато, що має площу 650 км² і висоту над рівнем моря майже 3 000 м.
Гора отримала відомість в 1933, коли пілот Джіммі Ангель випадково відкрив водоспад Ангель, під час подорожі у пошуках золотої руди, пізніше його ім'я стало назвою водоспаду.